# Săliște de Vașcău
Săliște de Vașcău – wieś w Rumunii, w okręgu Bihor, w gminie Criștioru de Jos. W 2011 roku liczyła 393 mieszkańców.